# IC 4958
IC 4958 је спирална галаксија у сазвјежђу Паун која се налази на листи објеката дубоког неба у Индекс каталогу.
Деклинација објекта је - 72° 42' 41" а ректасцензија 20h 15m 35,2s. Привидна величина (магнитуда) објекта IC 4958 износи 15,2 а фотографска магнитуда 16,0. IC 4958 је још познат и под ознакама ESO 46-7, PGC 64370.